# Анвельт, Ян Янович
Ян Я́нович А́нвельт, также Яан Анвельт (эст. Jaan Anvelt, литературные псевдонимы: Э́эссааре А́аду (эст. Eessaare Aadu), К. Ма́атамеэс (эст. K. Maatamees); 18 апреля 1884 — 11 декабря 1937) — советский военный и политический деятель, революционер, один из руководителей Коммунистической партии Эстонии, писатель, публицист.

## Биография
Родился в семье крестьянина в деревне Оргу Феллинского уезда Лифляндской губернии. Учился в Юрьевской учительской семинарии, затем в Петербурге сдал экзамен на звание народного учителя, работал учителем в 1905—1907 годах. С 1904 года — член РСДРП. В 1907—1912 годах экстерном обучался на юридическом факультете Петербургского университета. Активный участник революции 1905—1907 года в Эстонии. Неоднократно арестовывался и ссылался.
Один из редакторов большевистской газеты «Кийр» («Луч»). Во время Февральской революции возглавлял Временный ревком Нарвы, затем Нарвский совет; был членом Ревельского и Всеэстляндского комитетов РСДРП(б).
С октября 1917 года — член ВРК, а затем председатель Эстляндского краевого исполкома Советов. В конце 1917 года избран во Всероссийское учредительное собрание в Эстляндском избирательном округе по списку № 2 (большевики и ЦК безземельных и малоземельных крестьян).
С февраля 1918 года Ян Анвельт был военным комиссаром Северо-Западной области.

Члены Совета Эстляндской трудовой коммуны. Слева направо: Х. Пегельман, Я. Анвельт, О. Рястас, Й. Кясперт, М. Тракман, К. Мюльберг и А. Вальнер.

В ноябре 1918 года стал председателем правительства и наркомом по военным делам Эстляндской трудовой коммуны. В 1919—1921 годах — на руководящей политической работе в Красной Армии. В 1920 году избран членом ЦК КП Эстонии.
В 1921—1925 годах Анвельт находится на подпольной работе в Эстонии. Был одним из руководителей Перводекабрьского восстания 1924 года. В 1925 году прибыл в СССР.
В 1926—1929 годах работал комиссаром Военно-воздушной академии им. Жуковского. В 1929—1935 годах был заместителем начальника, а затем и начальником Главного управления гражданского воздушного флота. С 1935 по 1937 год — член и ответственный секретарь Интернациональной контрольной комиссии Коминтерна.
Награждён Орденом Ленина (1933).
В 1937 году арестован работниками НКВД. Предъявленные ему обвинения в причастии к растрате государственных денег и в препятствовании расследованию масштабных финансовых злоупотреблений в Коминтерне были обоснованы, и Анвельт этого не отрицал, но политическая трактовка его деяний (вредительство, саботаж) была неверной. Во время допроса к нему применялись пытки и избиения. Не выдержав их, скончался 11 декабря 1937 года на пятый день после ареста. Допрос проводил следователь А. И. Лангфанг.
Яан Анвель был посмертно объявлен «врагом народа».
В 1956 году реабилитирован.

## Семья
Первая жена (1909—1910) — коммунистка Альме Остра (1886—1960; фамилия по второму мужу — Остра-Ойнас).
Вторая жена — художница и соратница по революционной борьбе Алисе-Марие Леэвальд (Левальт, 1899—1991; в замужестве — Стейн-Анвельт). Дети: дочь Кима и сын Яан (1936—2001).
Внук — высокопоставленный чиновник Центральной криминальной полиции Эстонии, затем директор Полицейского колледжа Академии внутренней защиты (2003—2006), министр сельского хозяйства Эстонии (2014), министр юстиции (2012-2016), министр внутренних дел (2016—2018), член Рийгикогу XII и XIII созыва от Социал-демократической партии Эстонии Андрес Анвельт.

## Сочинения
- Räästaalused (Eessaare Aadu. — Tallinn : Mõte, 1916)
- Alasti (Eessaare Aadu. — Tallinn : Mõte, 1917)
- Kes on sotsialdemokraadid-enamlased? (K. Maatamees. — [Tallinn] : VSDTP Eestimaa Komitee, 1917)
- Kes on sotsialdemokraadid-enamlased? (K. Maatamees. — 2. ed. — Tallinn : VSDTP Eestimaa Komitee, 1917)
- Maa rahwa kätte (K. Maatamees. — Tallinn : Mõte, 1917)
- Maa rahwa kätte (K. Maatamees. — 2. ed. — Tallinnas : Mõte, 1917)
- Töörahwa wõimuwalitsuse kindlustamisest (Jaan Anwelt. — Peterburis : Kom.partei Eesti Keskk. Wenemaa büroo, 1919 — Töörahva kirjandus; nr. 15)
- Maha kommunistid! Elagu sotsiaaldemokraadid! : töörahwa sõpradest ja waenlastest. — Tallinn : J. Linzmann, 1924. — Töörahva raamatukogu; nr. 1)
- 1905. aasta Eestis : Kirjeldused. Mälestused. Dokumendid (EKP KK ajalookomisjon; [foreword: H. Pöögelmann]. — Leningrad : Külvaja, 1926)
- Sotsialistlise ühiskonna ehitamine Nõukogude Liidus : (Ü.K.(e)P. konwerentsi puhul) (J. Anwelt ja O. Rästas. — Moskwas : Nõukogude Sotsialistliste Vabariikide Liidu Rahvaste Keskkirjastus, 1927)
- «Meie lahkuminekud», ehk, EKP «wastasrinna» ajaloolised unenäod (J. Anwelt. — Leeningraad : Külvaja, 1928)
- Lenini partei ja trotskistid (Jaan Anwelt. — Leningrad : Külvaja, 1929)
- Parempoolne kallak Üleliidulises Kommunistlises (enamlaste) Parteis (J. Anwelt. — Leningrad : Külvaja, 1929)
- Jutustusi (Eessaare Aadu; [compiled by E. Sõgel; illustrated by A. Kütt; epilogue: E. Päll]. — Tallinn : Eesti Riiklik Kirjastus, 1957)
- Oktoobrirevolutsioon Eestis (Jaan Anvelt. — Tallinn : Eesti Raamat, 1967)
- Valitud jutustusi (Eessaare Aadu. — Tallinn : Eesti Raamat, 1971)
- Valitud teosed. 1. [volume.], 1905—1917 (Jaan Anvelt ; EKP Keskkomitee Partei Ajaloo Instituut, NLKP Marksismi-Leninismi Instituudi Filiaal; [compiled by Karl Tammistu]. — Tallinn : Eesti Raamat, 1982)
- Valitud teosed. 2., 1917—1921 (Jaan Anvelt ; EKP Keskkomitee Partei Ajaloo Instituut, NLKP Marksismi-Leninismi Instituudi Filiaal; [toimetuse kolleegium: Karl Tammistu (compiler).. etc.]. — Tallinn : Eesti Raamat, 1983)
- Valitud teosed. 3., 1921—1925 (Jaan Anvelt; [compiled by K. Tammistu] ; EKP Keskkomitee Partei Ajaloo Instituut, NLKP Marksismi-Leninismi Instituudi Filiaal. — Tallinn : Eesti Raamat, 1986)
- Valitud teosed. 4. [volume.] 1925—1928 (Jaan Anvelt ; EKP Keskkomitee Partei Ajaloo Instituut, NLKP Marksismi-Leninismi Instituudi Filiaal; [compiled by K. Tammistu]. — Tallinn : Eesti Raamat, 1987)